# TSV Limmer
Der TSV Limmer (vollständiger Name: Turn- und Sportverein Limmer e.V.) ist ein Sportverein aus dem Hannoverschen Stadtteil Limmer. Die erste Fußballmannschaft der Frauen spielte von 2014 bis 2019 in der drittklassigen Regionalliga Nord. Die erste Handballmannschaft der Männer nahm einmal am DHB-Pokal teil.

## Geschichte
Der Verein entstand im Jahre 1977 durch die Fusion des SV Limmer 1910 mit dem im Jahre 1892 gegründeten Turn-Club Limmer. Die Fußballer des SV Limmer 1910 spielten fünf Jahre lang in der seinerzeit zweitklassigen Amateuroberliga Niedersachsen und brachten mit Horst Wilkening einen späteren deutschen Amateur-Nationalspieler hervor. Die Handballer des SV Limmer 1910 wiederum qualifizierten sich im Jahre 1934 für die deutsche Meisterschaft im Feldhandball. Größter Erfolg der Handballer des Turn-Club Limmer war die Deutsche Vizemeisterschaft 1929 der Deutschen Turnerschaft, welches mit 2:3 gegen den TV 1881 Friesenheim verloren wurde.
Der Verein bietet die Sportarten Badminton, Bogenschießen, Fußball, Gymnastik, Handball, Kinderturnen und Volleyball an.

## Fußball

### Frauen
Sportliches Aushängeschild des TSV ist die Frauenfußballabteilung. Im Jahre 2005 nahm in der Kreisklasse erstmals eine Mannschaft am Spielbetrieb teil, die prompt in die Kreisliga aufstieg. Drei Aufstiege in Folge bugsierten die TSV-Frauen im Jahre 2010 in die viertklassige Oberliga Niedersachsen-Ost. Vier Jahre später sicherte sich die Mannschaft die Meisterschaft der Oststaffel und gewann nach einem 5:4-Sieg im Elfmeterschießen über den SV Heidekraut Andervenne die Niedersachsenmeisterschaft und den damit verbundenen Aufstieg in die Regionalliga Nord. 2017 erreichte der TSV das Endspiel um den Niedersachsenpokal und verlor dieses mit 1:3 gegen den TV Jahn Delmenhorst. Da die Delmenhorsterinnen in die 2. Bundesliga aufstiegen, qualifizierten sich die Limmerinnen für den DFB-Pokal.
Dort schlugen sie in der ersten Runde den Zweitligisten Blau-Weiß Hohen Neuendorf mit 2:1. In Runde zwei trafen die TSV-Frauen auf den Bundesligisten Werder Bremen und verloren mit 1:6. In die Saison 2017/18 ging die Frauenfußballabteilung gestärkt durch die Spielerinnen des benachbarten Regionalligisten TSV Havelse, der seine Frauen vom Spielbetrieb zurückzog und die Abteilung geschlossen dem TSV Limmer überließ. In der Saison 2018/19 folgte dann der Abstieg als Tabellenletzter.

### Männer und Jugend
Die Männermannschaft des TSV Limmer stieg im Jahre 2004 in die Bezirksklasse auf. Ein Jahr später erfolgte jedoch der direkte Wiederabstieg. Im Jahre 2012 folgte der Abstieg in die 1. Kreisklasse Hannover-Stadt. 
Mit Federico Palacios brachte der TSV einen deutschen Juniorennationalspieler hervor.

### Handball
Die Handballer des Vorgängervereins Turn-Club Limmer qualifizierten sich in den späten 1920er und frühen 1930er Jahren dreimal für die deutsche Meisterschaft der Deutschen Turnerschaft. In der Saison 1927/28 scheiterte das Team bereits in der ersten Runde mit 4:5 am TV 1860 Fürth. Ein Jahr später schlug der Turn-Club zunächst den Schwartauer MTV 1863 mit 9:3 und dann im Halbfinale den TV Vorwärts Breslau mit 6:2. Das Finale wurde jedoch gegen den TV 1881 Friesenheim mit 2:3 verloren. Die dritte und letzten Endrundenteilnahme war in der Saison 1931/32, als die Limmeraner zunächst mit 10:6 den TV Deutsche Eiche Künsebeck schlugen und dann im Achtelfinale mit 6:7 nach Verlängerung an der Turngemeinde in Berlin scheiterten.
Im Jahre 1981 qualifizierten sich seinerzeit in der Oberliga spielenden Handballer des TSV Limmer für den DHB-Pokal. Dort schlugen sie in der ersten Runde den Oberligisten HC TuRa Bergkamen knapp mit 15:14. In der zweiten Runde traf die Mannschaft auf den Bundesligisten VfL Günzburg, der das Spiel deutlich mit 20:11 für sich entscheiden konnte. Seit 2004 bilden die Handballer des TSV Limmer mit denen des TuS Davenstedt und des SV Velber die HSG Hannover-West. Vier Jahre später schloss sich die Handballabteilung des SV Ahlem der Spielgemeinschaft an.

## Persönlichkeiten
- Filiz Koç
- Federico Palacios
- Lars Ritzka